# No Place for Bravery
No Place for Bravery es un videojuego de rol de acción desarrollado por el estudio Glitch Factory y publicado por Ysbryd Games. El juego se lanzó para Microsoft Windows y Nintendo Switch el 22 de septiembre de 2022.

## Jugabilidad
Su estilo de combate está inspirado en Sekiro. Según los desarrolladores del juego, la trama del juego se basa en sus propias experiencias reales sobre la importancia de las figuras paternas y las implicaciones de gran alcance de sus decisiones. La narrativa se centra en Thron, un hombre atormentado por pesadillas del pasado que se arriesga a una peligrosa aventura para salvar a su hija secuestrada.

## Recepción
En el sitio web del agregador de reseñas Metacritic, el juego recibió una puntuación de 70 sobre 100 según 12 reseñas para la versión de Switch y 66 de 100 basado en 8 reseñas de la versión de Windows.
Khee Hoon escribió a Polygon que el juego "se deleita con la violencia y la dureza de sus batallas". El editor criticó la violencia excesiva del juego y también la dificultad de las batallas: "Parece como si el desarrollador Glitch Factory hubiera aprendido lecciones equivocadas de la obra del creador de Dark Souls Hidetaka Miyazaki, todo un género de juegos que prosperan con combates desafiantes pero que siguen siendo técnicamente justos".